# Bassaniodes squalidus
Bassaniodes squalidus is een spinnensoort uit de familie van de krabspinnen (Thomisidae).
De wetenschappelijke naam van de soort werd in 1883 als Xysticus squalidus gepubliceerd door Eugène Simon.